# Slaget vid Hattin
Slaget vid Hattin ägde rum den 3–4 juli 1187 vid foten av berget Hattin väster om Gennesaretsjön nära Tiberias och var ett avgörande slag under perioden mellan andra och tredje korstågen. Den ayyubidiska hären under Saladin vann en betydande seger och tillfångatog Jerusalems kung Guy av Lusignan samt ett antal av korsfararstaternas härförare, vilket lade grunden för Saladins erövring av kungariket Jerusalem som i sin tur ledde fram till det tredje korståget två år senare.

## Bakgrund
När Balduin V dog 1186 blev Guy av Lusignan Jerusalems kung, genom sin hustrus rätt då han gift sig med Balduins mor Sibylla. Kungariket Jerusalem upplevde vid denna tid en splittring mellan två grupperingar, den ena bestående av Guy, Sibylla och några stormän som Reynald av Châtillon, Gerard de Ridefort och Tempelherreorden; där den andra grupperingen leddes av Raymond III av Tripoli. Raymond hade varit regent åt Balduin V och vid dennes stöd så valde Raymond att stödja Isabella I:s tronanspråk. Den muslimska krönikören och historikern Ibn al-Athīr hävdade att Raymond var i ett "öppet uppror" mot Guy, men öppet krig förhindrades genom att Humphrey av Toron svor trohet till Guy, vilket avslutade arvskonflikten. 
Samtidigt som dessa tronstrider pågick hade Saladin blivit Egyptens vesir 1169 och erövrat Damaskus (1174) och Aleppo (1183), vilket gjorde att han kontrollerade korsfararstaternas södra och östra flanker. Han enade också de olika stridande fraktionerna i området och övertygade dem om att han skulle leda ett heligt Krig för att driva de kristna frankerna från Jerusalem. Dock ingick Saladin ofta strategiska vapenstillestånd med de kristna staterna när det fanns behov av att hantera politiska problem i den muslimska världen, och en sådant avtal ingicks 1185. Ett rykte som gick bland de kristna var att Raymond III hade ingått en överenskommelse med Saladin om fred i utbyte mot att Saladin erkände Raymond som kung i Jerusalem, ett rykte som återgavs av Ibn al-Athīr men som inte kunnat bevisas stämma.
År 1187 bröt dock Reynald av Châtillon fredsöverenskommelsen genom att plundra en muslimsk karavan mot Mecka, vilket fick Saladin att förklara krig och skicka sin son Al-Afdal ibn Salah ad-Din och emiren Gökböri för att utföra räder i området kring Akko. Gerard de Ridefort och Tempelherreorden mötte Gökböri i slaget vid Cresson i maj, där Gökböri vann en betydande seger. I juli belägrade Saladin Tiberias, men kunde inte hålla staden. Johanniterorden rådde Guy av Lusignan att inte vidare provocera Saladin, men Guy följde inte det utan följde istället Gerard de Rideforts råd att avancera och söka ett avgörande mot Saladin.